# Mario Giani
Mario Giani (Serravalle Scrivia, 10 febbraio 1912 – Ronco Scrivia, 2 settembre 1975) è stato un calciatore italiano, di ruolo portiere.
È citato anche come Gianni Ferrero o Ferrero Giani. Ferrero Giani era in realtà un altro giocatore, centrocampista dell'Empoli.

## Carriera

### Club
Iniziò la sua carriera nel Genova 1893.
Dopo due brevi parentesi alla Vogherese e al Siena (in quest'ultima squadra giocò da titolare), passa alla Sestrese venendo poi convocato per i Giochi Olimpici di Berlino 1936.
Nel 1937 passa al Vado, dove gioca 8 partite. Quindi si trasferisce in Serie B nel Fanfulla, dove non trova spazio e non scende in campo nemmeno una volta.

### Nazionale
Viene convocato per i Giochi Olimpici di Berlino 1936, competizione in cui non scende in campo nemmeno una volta poiché riserva di Bruno Venturini. Gioca comunque qualche amichevole non ufficiale in preparazione della competizione.

## Palmarès
- Oro olimpico: 1

Italia: Berlino 1936